# Copa de Europa de baloncesto 1978-79
La vigésimo segunda edición de la Copa de Europa de Baloncesto fue ganada por el equipo yugoslavo del Bosna, que lograba su primer título, derrotando en la final al Mobilgirgi Varese italiano, que accedía a la final, disputada en el Palais des Sports de Grenoble, por décima vez consecutiva. Entre Zarco Varajić (45) y Mirza Delibašić (30) consiguieron más del 80% de los puntos de su equipo.

## Fase de grupos de cuartos de final
Los equipos se dividieron en seis grupos de 3 o 4 equipos cada uno, jugando un sistema de todos contra todos, en el que el primero de cada uno se clasificaría para la fase de semifinales.
|  | Los dos primeros acceden a semifinales |

|    | Equipo         | Par. | Pts. | G | P | PF  | PC  | PD   |
| -- | -------------- | ---- | ---- | - | - | --- | --- | ---- |
| 1. | Real Madrid    | 6    | 12   | 6 | 0 | 683 | 443 | +240 |
| 2. | Honvéd         | 6    | 10   | 4 | 2 | 586 | 576 | +10  |
| 3. | Klosterneuburg | 6    | 7    | 1 | 5 | 476 | 531 | -55  |
| 4. | Al-Zamalek     | 6    | 7    | 1 | 5 | 446 | 641 | -195 |

|    | Equipo         | Par. | Pts. | G | P | PF  | PC  | PD   |
| -- | -------------- | ---- | ---- | - | - | --- | --- | ---- |
| 1. | Emerson Varese | 4    | 8    | 4 | 0 | 455 | 303 | +152 |
| 2. | Amicale        | 4    | 6    | 2 | 2 | 325 | 407 | -82  |
| 3. | Sporting       | 4    | 4    | 0 | 4 | 340 | 410 | -70  |

|    | Equipo        | Par. | Pts. | G | P | PF  | PC  | PD  |
| -- | ------------- | ---- | ---- | - | - | --- | --- | --- |
| 1. | Maccabi Elite | 4    | 7    | 3 | 1 | 376 | 299 | +77 |
| 2. | Fresh Air     | 4    | 7    | 3 | 1 | 317 | 331 | -14 |
| 3. | Eczacıbaşı    | 4    | 4    | 0 | 4 | 319 | 382 | -63 |

|    | Equipo          | Par. | Pts. | G | P | PF  | PC  | PD   |
| -- | --------------- | ---- | ---- | - | - | --- | --- | ---- |
| 1. | Olympiacos      | 6    | 10   | 4 | 2 | 522 | 431 | +91  |
| 2. | Moderne         | 6    | 10   | 4 | 2 | 515 | 438 | +77  |
| 3. | Wybrzeże Gdańsk | 6    | 10   | 4 | 2 | 540 | 545 | -5   |
| 4. | Jalaa           | 6    | 6    | 0 | 6 | 431 | 584 | -153 |

|    | Equipo           | Par. | Pts. | G | P | PF  | PC  | PD   |
| -- | ---------------- | ---- | ---- | - | - | --- | --- | ---- |
| 1. | Bosna            | 6    | 11   | 5 | 1 | 573 | 419 | +154 |
| 2. | Zbrojovka Brno   | 6    | 10   | 4 | 2 | 594 | 495 | +99  |
| 3. | Partizani Tirana | 6    | 9    | 3 | 3 | 574 | 473 | +101 |
| 4. | AEL              | 6    | 6    | 0 | 6 | 323 | 677 | -354 |

|    | Equipo                  | Par. | Pts. | G | P | PF  | PC  | PD  |
| -- | ----------------------- | ---- | ---- | - | - | --- | --- | --- |
| 1. | Joventut Freixenet      | 6    | 11   | 5 | 1 | 598 | 508 | +90 |
| 2. | Parker Leiden           | 6    | 11   | 5 | 1 | 596 | 525 | +71 |
| 3. | Södertälje              | 6    | 8    | 2 | 4 | 479 | 544 | -65 |
| 4. | Sutton & Crystal Palace | 6    | 6    | 0 | 6 | 499 | 595 | -96 |

## Fase de semifinales
|  | Dos primeros avanzan a la final. Clasificados para la Copa Intercontinental FIBA 1979 |

|    | Equipo             | Par. | Pts. | G | P | PF  | PC  | PD   |
| -- | ------------------ | ---- | ---- | - | - | --- | --- | ---- |
| 1. | Emerson Varese     | 10   | 17   | 7 | 3 | 819 | 763 | +56  |
| 2. | Bosna              | 10   | 17   | 7 | 3 | 894 | 895 | -1   |
| 3. | Maccabi Elite      | 10   | 16   | 6 | 4 | 839 | 779 | +60  |
| 4. | Real Madrid        | 10   | 16   | 6 | 4 | 976 | 910 | +66  |
| 5. | Joventut Freixenet | 10   | 13   | 3 | 7 | 860 | 892 | -32  |
| 6. | Olympiacos         | 10   | 11   | 1 | 9 | 747 | 896 | -149 |

## Final
| 5 de abril de 1979 | Bosna                         | 96–93       | Emerson Varese            | |  |
|                    | Parciales: 45-43, 41–40       |             |                           | |  |
|                    | Estadísticas Zarco Varajić 45 | Reporte Pts | Estadísticas 30 Bob Morse | Pabellón: Palais des Sports, Grenoble Asistencia: 12.000 espectadores Árbitros: David Turner (ENG), Peter van der Willige (NED) |  |

| Campeón de la Copa de Europa 1978–79 |
| ------------------------------------ |
| Bosna Sarajevo 1.er título           |